# Jalen Cannon
Jalen Acey Cannon (Allentown, 5 maggio 1993) è un cestista statunitense.

## Palmarès
- Supercoppa LNP: 1

Vanoli Cremona: 2022